# Municipio de Richland (condado de Guernsey)
El municipio de Richland (en inglés, Richland Township) es un municipio del condado de Guernsey, Ohio, Estados Unidos. Tiene una población estimada, a mediados de 2021, de 2059 habitantes.

## Geografía
Está ubicado en las coordenadas 39°57′6″N 81°26′31″O / 39.95167, -81.44194. Según la Oficina del Censo de los Estados Unidos, tiene una superficie total de 75.3 km², de la cual 72.4 km² corresponden a tierra firme y 2.9 km² son agua.

## Demografía
Según el censo de 2020, en ese momento había 2066 personas residiendo en la zona. La densidad de población era de 28.5 hab./km². El 95.84% de los habitantes eran blancos, el 0.39% eran afroamericanos, el 0.24% eran amerindios, el 0.10% eran asiáticos, el 0.53% eran de otras razas y el 2.91% eran de una mezcla de razas. Del total de la población, el 0.87% eran hispanos o latinos de cualquier raza.

## Gobierno
El municipio está gobernado por una junta de tres integrantes, que en 2022 son Robert M. Lasko, Elizabeth Duche y Larry Roe. Hay también un funcionario fiscal electo.